# Eurotas (municipio)
Eurotas (griego: Ευρώτας) es un municipio de la República Helénica perteneciente a la unidad periférica de Laconia de la periferia de Peloponeso.
El municipio se formó en 2011 mediante la fusión de los antiguos municipios de Helo, Geronthres, Krokeés, Niata y Skala (la actual capital municipal), que pasaron a ser unidades municipales. El municipio tiene un área de 811,7 km².
En 2011 el municipio tiene 17 891 habitantes.
Se ubica en la costa septentrional del golfo de Laconia, donde desemboca el río Eurotas, del cual toma el municipio su nombre.